# Quiriarcado
Em teoria feminista, quiriarquia é um sistema social ou conjunto de sistemas de ligação sociais construídas em torno de domínio, opressão, e submissão. A palavra foi criada por Elisabeth Schüssler Fiorenza em 1992 para descrever sua teoria de sistemas de dominação e submissão interconectados, interagentes e que se estendem por si mesmos, nos quais um único indivíduo pode ser oprimido em alguns relacionamentos e privilegiado em outros. É uma extensão interseccional da ideia de patriarcado além do gênero. Quiriarcado engloba o sexismo, o racismo, capacitismo, etarismo, o antissemitismo, a homofobia, a transfobia, o classismo, a xenofobia, o adultismo, adultocentrismo, injustiça econômica, complexo industrial-prisional, efebifobia, gerontofobia, o colonialismo, o militarismo, o etnocentrismo, o antropocentrismo, o especismo e outras formas de dominância hierárquicas em que a subordinação de uma pessoa ou grupo a outro é internalizada e institucionalizada.

## Etimologia
O termo foi cunhado para o inglês por Elisabeth Schüssler Fiorenza em 1992, quando ela publicou seu livro But She Said: Feminist Practices of Biblical Interpretation. Quirio- (em grego:  κύριος, kyrios), "senhor, mestre", prefixado em arquia (em grego:  ἀρχή, archè), "autoridade, dominação, soberania". A palavra kyriarchy (em grego:  κυριαρχία, kyriarchia), já existia no grego moderno e significa "soberania", ou seja, o governo de um soberano.

## Uso
O termo foi originalmente desenvolvido no contexto do discurso teológico feminista e tem sido usado em algumas outras áreas da academia como um descritor de sistemas de poder não baseado em gênero, em oposição ao patriarcado. Também é amplamente usado fora de contextos acadêmicos.
O candidato a asilo curdo-iraniano Behrouz Boochani descreveu a prisão australiana da ilha de Manus como um sistema quiriárquico: um onde diferentes formas de opressão se cruzam; a opressão não é aleatória, mas proposital, projetada para isolar e criar atrito entre os prisioneiros, levando ao desespero e espíritos quebrantados. Ele elabora isso em seu relato autobiográfico da prisão, No Friend But the Mountains. .

## Posições estruturais
Schüssler Fiorenza descreve "estratificações interdependentes de gênero, raça, classe, religião, heterossexismo e idade" como posições estruturais atribuídas no nascimento. Ela sugere que as pessoas ocupam várias posições e que as posições com privilégio tornam-se pontos nodais através dos quais outras posições são vivenciadas. Por exemplo, em um contexto onde o gênero é a posição privilegiada primária (por exemplo, patriarcado), o gênero se torna o ponto nodal através do qual a sexualidade, a raça e a classe são vivenciadas. Em um contexto onde a classe é a posição privilegiada primária (isto é, o classismo), gênero e raça são vivenciados por meio da dinâmica de classe. Fiorenza ressalta que a kiriarquia não é um sistema hierárquico, pois não se concentra em um ponto de dominação. Em vez disso, é descrito como um "sistema piramidal complexo" com aqueles na base da pirâmide experimentando o "poder total da opressão quiriárquica". O kiriarcado é reconhecido como o status quo e, portanto, suas estruturas opressivas podem não ser reconhecidas.
Para manter esse sistema, o quiriarquismo depende da criação de uma classe, raça, gênero ou povo servo. A posição dessa classe é reforçada por meio de "educação, socialização e violência bruta e racionalização de malestream". Tēraudkalns sugere que essas estruturas de opressão são autossustentadas pela opressão internalizada; aqueles com poder relativo tendem a permanecer no poder, enquanto aqueles sem poder tendem a permanecer privados de direitos. Além disso, as estruturas de opressão se amplificam e se alimentam.